# Tomáš Ujfaluši
Tomáš Ujfaluši (Rýmařov, 24 de março de 1978) é um ex-futebolista tcheco que atuava como zagueiro.

## Carreira
Ujfalusi representou a Seleção Checa de Futebol, nas Olimpíadas de 2000.
Na época 2012/2013,quando jogava pelo Sparta Praga da República Checa. Ujfalusi foi um dos melhores zagueiros tchecos dos últimos anos, caracterizado por muita raça e disposição em campo,o defensor fez muito sucesso por onde passou inclusive conquistando títulos,também esteve presente no principal torneio disputado pelo seu país; a Copa do Mundo FIFA de 2006 Ujfaluse formava uma boa dupla com David Rozehnal outro grande zagueiro Tcheco.

## Fora dos gramados
Atualmente é diretor desportivo no Galatasaray.

## Títulos
Hamburgo
- Copa da Liga Alemã: 2002-03

Atlético de Madrid
- Liga Europa: 2009-10
- Supercopa Europeia: 2010

Galatasaray
- Campeonato Turco: 2011-12, 2012-13